# لینسی داون مک‌کنزی
لینسی داون مک‌کنزی (انگلیسی: Linsey Dawn McKenzie؛ زاده ۷ اوت ۱۹۷۸) یک بازیگر پورنوگرافی اهل بریتانیا است.